# Lijst van spelers van Dinamo Moskou
Deze lijst omvat voetballers die bij de Russische voetbalclub Dinamo Moskou spelen of gespeeld hebben. De spelers zijn alfabetisch gerangschikt.

## A
- Baba Adamu
- Luís Aguiar
- Alberto Luis de Souza
- Artem Alimchev
- Andrey Altunin
- Viktor Anitsjkin
- Alexey Arifullin
- Aleksey Arkhipov
- Ansar Ayupov

## B
- Otman Bakkal
- Roeslan Baltiev
- Vladimir Basalaev
- Radoslav Batak
- Aleksey Batanov
- Jonas Bauzha
- Anatoliy Baydachniy
- Aleksandr Bebikh
- Serghei Belous
- Vladimir Belyaev
- Roman Berezovskiy
- Vladimir Bestsjastnych
- Konstantin Beskov
- Aleksandr Boebnov
- Dmitri Boelykin
- Alexandr Bokiy
- Aleksandr Borodjoek
- Alexander Büttner
- Andrei Bovtalo
- Erich Brabec
- Vidak Bratić
- Igor Bulanov
- Fedor Burdykin
- Denis Burnashkin
- Andrey Bychkov
- Petr Bystrov

## C
- Deividas Cesnauskis
- Edgaras Cesnauskis
- Dmitri Charin
- Andrey Chernyshov
- Dmitriy Cheryshev
- Nikita Chicherin
- Vagiz Chidijatoellin
- Dmitri Chochlov
- Cícero
- Costinha
- Alexandru Covalenco
- Custódio

## D
- Tomas Danilevičius
- Danny
- Andrei Demkin
- Aleksandr Denisov
- Igor Denisov
- Derlei
- Aleksandr Dimidko
- Sergey Dmitriev
- Igor Dobrovolskiy
- Vladimir Dolbonosov
- Evgeniy Dolgov
- Oleg Dolmatov
- Douglas
- Yuriy Drozdov
- Tomislav Dujmović
- Andrey Dyatel
- Balázs Dzsudzsák

## E
- Joseph Enakarhire
- Alexandru Epureanu
- Vladimir Esjtrekov
- Gennadiy Evryuzhikhin

## F
- Genrikh Fedosov
- Leandro Fernández
- Nuno Frechaut
- Vasiliy Frolov

## G
- Vladimir Gaboelov
- Joeri Gavrilov
- Valeri Gazzajev
- Tzvetan Genkov
- Mikhail Gershkovich
- Vladimir Glotov
- Spartak Gogniyev
- Konstantin Golovskoy
- Nikolay Gontar
- Andrey Gordeev
- Vladimir Granat
- Aleksey Grinin
- Aleksandr Grishin
- Sergey Grishin
- Vitaliy Grishin
- Yury Gudimenko
- Georgi Gurtskaia
- Gennadiy Gusarov
- Alexey Guschin
- Rolan Gusev
- Gustavo
- Baffour Gyan

## H
- Boleslaw Habowski
- Michal Hanek
- Martin Hašek
- Zsolt Hornyak
- Sargis Hovhannisyan
- Sebastian Hutan
- Martin Hysky

## I
- Arkadii Imrekov
- Viktor Imrekov
- Andrey Ivanov
- Vadim Ivanov

## J
- Martin Jakubko
- Aleksej Jerjomenko
- Gennadi Jevrjoezjchin
- Jorge Luíz
- Jorge Ribeiro

## K
- Yuriy Kalitvintsev
- Mindaugas Kalonas
- Andrej Kantsjelskis
- Anatoliy Kanischev
- Aleksey Karasevich
- Zidrunas Karcemarskas
- Andrei Karpovich
- Velli Kasumov
- Vladimir Kazachenok
- Marius Kazlauskas
- Aleksandr Kerzjakov
- Vladimir Kesarev
- Aleksandr Khapsalis
- Evgeniy Kharlachev
- Rushan Khasyanov
- Anton Khazov
- Otar Chizanisjvili
- Aleksey Khomich
- Vasily Khomutovsky
- Juri Kirillov
- Sergey Kiryakov
- Vladimir Kisenkov
- Valery Kleimenov
- Arunas Klimavicius
- Denis Klyuev
- Andrey Kobelev
- Vladimir Kobzev
- Aleksandr Kokorin
- Denis Kolodin
- Sergey Kolotovkin
- Igor Kolyvanov
- Mikhail Komarov
- Dmitri Kombarov
- Kirill Kombarov
- Edik Korchagin
- Valeriy Korolenkov
- Ognjen Koroman
- Joeri Kovtoen
- Marcin Kowalczyk
- Anatoli Kozjemjakin
- Edouard Kozinkevich
- Vladimir Kozlov
- Dmitriy Kramarenko
- Sergey Krutov
- Konstantin Kryzhevskiy
- Aleksandr Kulchiy
- Kevin Kurányi
- Kirill Kurochkin
- German Kutarba
- Aleksandr Kuzminikh
- Boris Kuznetsov
- Evgeniy Kuznetsov
- Sergey Kuznetsov
- Yuriy Kuznetzov
- Aleksandr Kuzyutin

## L
- Tadas Labukas
- Vladimir Leonchenko
- Viktor Leonenko
- Maxym Levitsky
- Francisco Gouvinho Lima
- Nikolay Lipatkin
- Vladimir Lisitsyn
- Aleksandr Lobkov
- Irakli Logua
- Marko Lomić
- Viktor Losev
- Jevgeni Lovtsjev
- Luís Loureiro
- Evgeniy Lutsenko

## M
- Aleksandr Machovikov
- Aleksandr Maksimenkov
- Alekper Mamedov
- Aleksey Mamykin
- Maniche
- Valeriy Maslov
- Aleksandr Maukovski
- Aleksey Medvedev
- Yuriy Medvedev
- Andrés Mendoza
- Pascal Mendy
- Aleksei Mihailov
- Valeri Mihin
- Aleksandr Minaev
- Andrey Mokh
- Edoeard Moedrik
- Vakhtang Morgoshiya
- Gennadiy Morozov
- Stanislav Murygin
- Ivan Myasnikov

## N
- Sergey Nekrasov
- Pyotr Nemov
- Sergey Nikulin
- Christian Noboa
- Aleksandr Novikov
- Kirill Novikov
- Nuno

## O
- Andrey Ostrovskiy
- Sergej Ovtsjinnikov
- Patrick Ovie

## P
- Roman Panin
- Igoris Pankratjevas
- Aleksandr Panov
- Sergey Panov
- Dmytro Parfyonov
- Anatoliy Parov
- Aleksandr Petrov
- Vladimir Pilguy
- Ruslan Pimenov
- Nikolai Pisarev
- Evgeni Plotnikov
- Sergey Podpaly
- Dmitriy Polovinchuk
- Vladimir Ponomarev
- Alexandru Popovici
- Robertas Poškus
- Boris Pozdnyakov
- Andrejs Prohorenkovs
- Yuriy Pudyshev
- Roman Pylypchuk

## R
- Vladislav Radimov
- Aleksej Rebko
- Artem Rebrov
- Aleksandr Rogov
- Maksim Romaschenko
- Adrian Ropotan
- Anton Rudakov
- Georgiy Ryabov
- Kirill Rybakov
- Vladimir Rykhovskiy
- Vladimir Ryzhkin

## S
- Ravil Sabitov
- Jozjef Sabo
- Sergej Salnikov
- Aleksandr Samedov
- Alexey Savchenko
- Gordon Schildenfeld
- Giourkas Seitaridis
- Alexey Selezov
- Deividas Semberas
- Yuriy Semin
- Michail Semitsjastni
- Igor Semsjov
- Oleg Sergeev
- Vladimir Shabrov
- Anatoliy Shepel
- Dillon Sheppard
- Dmitriy Shikhovtsev
- Oleg Shkabara
- Sergei Shtanyuk
- Anton Sjoenin
- Thiago Silva
- Igor Simutenkov
- Denis Skepskiy
- Igor Sklyarov
- Dmitri Skorikov
- Evgeniy Smaznov
- Alexeï Smertin
- Yevgeny Smertin
- Andrey Smetanin
- Aleksandr Smirnov
- Fjodor Smolov
- Sergei Solovjov
- Valeriy Sorokin
- Aleksandrs Starkovs
- Sergey Stukashov
- Viktor Svezhov
- Vyacheslav Sviderskiy
- Sebastian Szymański

## T
- Tomas Tamosauskas
- Jovan Tanasijević
- Bakhva Tedeyev
- Aleksandr Tenyagin
- Oleg Terekhin
- Sergey Terekhov
- Omar Tetradze
- Pape Thiaw
- Yury Tishkov
- Aleksandr Tochilin
- Igor Tsjislenko
- Vasiliy Trofimov
- Aleksei Troitsky
- Viktor Tsarev
- Kakhaber Tskhadadze
- Dmitriy Tsupkin
- Achrik Tsveiba
- Gennadiy Tumilovich
- Dmitriy Tyapushkin

## U
- Evgeni Ukolov
- Aleksandr Uvarov
- Roman Uzdenov

## V
- Viktor Vasiliev
- Stanislav Vlček
- Yuri Volos
- Andrij Voronin
- Ivan Vukomanovic

## W
- Luke Wilkshire

## Y
- Erik Yakhimovich
- Andrey Yakubik
- Lev Jasjin
- Sergey Yashin
- Artoer Joesoepov

## Z
- Aleksandr Zaikin
- Nail Zamaliev
- Martin Zboncak
- Mikhail Zharinov
- Vasily Zhitarev
- Yevgeny Zhukov
- Vasiliy Zhupikov
- Darius Žutautas
- Valeriy Zykov